# Hobo (Zeitschrift)
Der Hobo war ein Berliner Stadtmagazin der 1970er Jahre.
Hervorgegangen war der Hobo aus dem von Per-Jörg Meschkat († 14. Dezember 1989) in Eigenarbeit verfassten und herausgegebenen Stadtteilblatt Kreuzberger Nachtlaterne. Bei einem Besuch in London lernte Meschkat das dortige Stadtmagazin Time Out kennen und stellte fest, dass es in West-Berlin keine vergleichbare Zeitschrift gab, die inhaltlich das gesamte Stadtgebiet abdeckte.
Ende 1971 änderte Meschkat das Konzept der Kreuzberger Nachtlaterne umfassend, so dass aus der bis dahin allein auf den Stadtteil Kreuzberg ausgerichteten Zeitschrift ein auf ganz West-Berlin bezogenes Magazin wurde; zugleich wurde der Name in „Hobo“ geändert, nach der US-amerikanischen Bezeichnung „Hobo“ für Wanderarbeiter. Damit war der Hobo noch vor dem nahezu zeitgleich gegründeten Tip das erste deutsche Stadtmagazin.
Der Inhalt des Hobo setzte sich vorwiegend zusammen aus Veranstaltungshinweisen, Kultur- und Kinoprogrammen, Konzertankündigungen sowie Tipps zu Gaststätten und Kneipen. Herausragende Bekanntheit genoss die Zeitschrift für ihren Kleinanzeigenteil, insbesondere die Kontaktanzeigen.
Anfangs noch kostenlos in Szenekneipen und Kinos ausgelegt, wurde der im Zwei-Wochen-Turnus erscheinende Hobo bald zum Preis von 50 Pfennig verkauft. Die Zeitschrift war sehr erfolgreich, so dass Per-Jörg Meschkat die Redaktion ständig vergrößern musste. Vom ursprünglichen kleinen DIN A5-Format wurde zu DIN A4 gewechselt, die zunächst in Schwarz-Weiß gedruckten Umschläge wichen dem Farbdruck. Mit steigendem Erfolg wurden erst Redaktionsräume in der Friedrichstraße, dann am Kurfürstendamm bezogen.
Als Meschkat den Hobo zunehmend nach unternehmerischen Gesichtspunkten zu leiten begann, verschlechterte sich die Arbeitsatmosphäre in der Redaktion, unter anderem durch Maßnahmen wie der Einführung von Stechuhren. Im Jahre 1977 traten die Mitarbeiter geschlossen in Streik und wurden daraufhin von Meschkat entlassen. Der Verlust der eingespielten Redaktion, die bald darauf mit der Zitty ein eigenes Stadtmagazin gründete, führte wenige Wochen später zur endgültigen Einstellung des ersten deutschen Stadtmagazins.

## Weblink
- Kreuzberger Chronik: Von Hobo zu zitty